# Antal Szebeny
Antal György Pál Mihály Szebeny (* 6. April 1886 in Budapest; † 18. Juni 1936 ebenda) war ein ungarischer Ruderer.

## Sport
Antal Szebeny begann mit seinen Brüdern Miklós, György und István beim Pannónia Evezős Egylet mit dem Rudern. Antal, der älteste der Vieren, gehörte bei den Olympischen Sommerspielen 1980 in Stockholm zur ungarischen Crew, die in der Achter-Regatta im Vorlauf gegen das Boot des Leander Club aus Großbritannien ausschied. Bei den Europameisterschaften gewannen Antal, György und Miklós Bronze mit dem ungarischen Achter. 1911 traten sie aus dem Verein aus und gründeten den Hungária Evezős Egylet. 1911 und 1912 wurden die vier Brüder ungarischer Meister im Vierer ohne Steuermann. Bei den Olympischen Sommerspielen 1912 in Stockholm gehörten alle vier Brüder zur ungarischen Crew, die in der Achter-Regatta antrat. Der Ungarn-Achter schied jedoch im Vorlauf gegen den Achter vom Berliner Ruderverein von 1876 aus.
Antal Szebeny zog sich 1914 aus dem Wettkampfrudern zurück und konzentrierte sich auf seine Arbeit als Arzt. Er arbeitete als Radiologe und starb in relativ jungen Jahren, möglicherweise durch Strahlenbelastung.